# Galveosaurus
Galveosaurus là một chi khủng long, được Sánchez-Hernández mô tả khoa học năm 2005.